# لاري الكسندر
لاري الكسندر (بالإنجليزية: Larry Alexander)‏ هو محامي وسياسي أمريكي، ولد في 10 يونيو 1950، وتوفي في 6 نوفمبر 2012. حزبياً، نشط في الحزب الديمقراطي. وقد انتخب عضو مجلس نواب ماساتشوستس.